# Кок-Асан-Богаз
Кок-Асан-Богаз (или Аликот-Богаз) — перевал Главной гряды Крымских гор в Белогорском районе Крыма высотой 572,4 м.

## География
Внизу располагается ущелье реки Ускут.
Через перевал проходит, поднимаясь серпантином, автодорога Белогорск — Приветное (35H-116).
На перевале Кок-Асан-Богаз сходятся дороги с турстоянок: Верхний Кок-Асан (находится восточнее и выше) и Нижний Кок-Асан (прямо по курсу).

## История
В путеводителе 1894 года Николай Головкинский упоминает «торную дорогу» из Карасубазара через Кок-Асан-Богаз в Ускют. В 1914 году столичный журнал «Водные пути и шоссейные дороги» (СПб., 1914. — № 7. — С. 347) так описывал перевал: 
Ускут-Карасубазарское шоссе проходит в восточной части Крыма между заштатным городом Карасубазаром и деревней Ускут, при чем оба эти пункта, в свою очередь, лежат на казенных шоссе — первый на Симферополь-Феодоссийском, а второй на Алушта-Судакском. Изыскания по проведению шоссе между названными пунктами производились Министерством путей сообщения еще в 1886 году и затем в 1903 г., когда и был составлен проект Ускут-Карасубазарскаго шоссе, который, однако, не получил надлежащего утверждения и был передан в 1907 году в распоряжение Таврического губернского земства. Последнее приступило к постройке шоссе... Была сооружена часть шоссе от дер. Ускут до перевала Енисала в отрогах гор Карабияйла, на протяжении 15,5 верст. После некоторого перерыва на доставленные местным землевладельцем средства был построен второй участок в 6 верст, от Карасубазара до Караташской мельницы на р. Тонас. В настоящее же время остается неустроенным соединительный перевальный участок от Караташской мельницы до Енисала в 9 верст.
На перевале установлены памятники партизанам. 
- Кок-Асан. Знак на месте первого боя Ичкинского отряда, 3 ноября 1941 года.  Объект культурного наследия народов РФ регионального значения. Рег. № 911710903060005 (ЕГРОКН)
- Памятный знак на месте боев партизанских отрядов с немецко-фашистскими захватчиками, урочище Нижний Кокасан  Объект культурного наследия народов РФ регионального значения. Рег. № 911710903080005 (ЕГРОКН)
- Памятный знак в честь Ичкинского партизанского отряда на перевале Кок-Асан-Богаз  Объект культурного наследия народов РФ регионального значения. Рег. № 912411417040005 (ЕГРОКН)
- Памятник на месте боя 8 января 1942 года на повороте Подковка  Объект культурного наследия народов РФ регионального значения. Рег. № 912411411900005 (ЕГРОКН)